# The Seasoning House
The Seasoning House is een Britse thriller-horrorfilm uit 2012 onder regie van Paul Hyett. Hiervoor won hij de Prêmio da Crítica op het filmfestival Fantasporto in 2013.

## Verhaal
In de nadagen van de Bosnische Burgeroorlog trekt een legereenheid onder aanvoering van commandant Goran (Sean Pertwee) door Bosnië om jonge meisjes te ontvoeren. Familieleden waar hij niets mee kan, worden vermoord. Goran brengt de meisjes vervolgens naar Viktor (Kevin Howarth), die ze dwingt te werken als prostituee binnen de muren van een bouwval dat dienstdoet als clandestien bordeel. Op niet meewerken of vragen om hulp aan klanten staan brute lijfstraffen. Ter illustratie snijdt Viktor voor de ogen van de anderen de keel van een van de meisjes door.
De doofstomme Angel (Rosie Day) is een van de meisjes die op deze manier terechtkomen bij Viktor. Vanwege een vlek op haar gezicht zet hij haar niet in als prostituee. In plaats daarvan krijgt ze de taak om de andere, op bedden vastgebonden meisjes te injecteren met verdovende middelen wanneer er een klant komt, ze te wassen, hun wonden te verzorgen en hun emmers met ontlasting te verschonen. Klanten mogen met de meisjes doen wat ze willen. Tussen het gehuil en gegil voert Angel haar taken dagelijks afgestompt uit. Op pogingen tot contact van andere meisjes reageert ze niet. Ze communiceert met niemand, ook niet met Viktor tijdens zijn pogingen haar in te palmen.
Wat Viktor niet weet, is dat Angel zich in haar vrije tijd tussen de muren van het gehele huis begeeft door de ontluchtingsroosters los te schroeven en door de openingen te kruipen. Zo is ze getuige van vrijwel alles wat zich in het gebouw afspeelt. Dit komt Angel bovendien van pas wanneer op zeker moment een meisje genaamd Vanya (Dominique Provost-Chalkley) in het bordeel belandt. Vanya krijgt namelijk wel contact met Angel wanneer blijkt dat ze gebarentaal kent. Er ontstaat zo een broze vriendschap tussen de twee meisjes en Angel zoekt Vanya in het geheim op wanneer ze maar kan. Aan de andere kant moet Angel vanuit de muur machteloos toezien hoe een klant van het bordeel Vanya tijdens een verkrachting keer op keer slaat en zo tekeer gaat dat haar bekken breekt. Viktor haalt er na afloop een corrupte dokter bij, maar die kan ter plekke weinig aan de verwondingen doen. Haar gebroken bekken weerhoudt hem er niettemin niet van om Vanya gewoon te blijven inzetten als prostituee.
Op zeker moment keert Goran terug naar het bordeel om met Viktor te praten. Hij stuurt zijn mannen het bordeel in om zich aan de meisjes te vergrijpen. De enorme Ivan (Ryan Oliva) komt zo terecht bij Vanya. De bruut gaat zo gewelddadig om met Vanya dat hij haar tijdens de verkrachting wurgt. Angel ziet het gebeuren vanachter een rooster in de muur en komt in verzet. Ze kruipt ongezien vanuit het luchtrooster de kamer in en steekt met een mes keer op keer op Ivan in, die uiteindelijk doodbloedt. Wanneer zijn collega's hem in een poel van bloed terugvinden, concludeert Goran al snel dat 'de doofstomme' hierachter zit en dat ze door het rooster in de muur is geklommen. Hij eist haar dood en begint met zijn overgebleven mannen een klopjacht op Angel, die tussen de muren uit hun moordzuchtige handen moet zien te blijven.

## Rolverdeling
- Rosie Day - Angel
- Sean Pertwee - Goran
- Kevin Howarth - Viktor
- Anna Walton - Violeta
- Jemma Powell - Alexa
- Alec Utgoff - Josif
- David Lemberg - Dimitri
- Dominique Provost-Chalkley - Vanya
- Ryan Oliva - Ivan
- Laurence Saunders - Stevan
- Daniel Vivian - Radovan
- Abigail Hamilton - Marisa
- Tommie Grabiec - Ratko
- Adrian Bouchet - Branko
- James Bartlett - Marko
- Emma Britton - Samira
- Tomi May - Aleksander
- Christopher Rithin - Danijel
- Emily Tucker - Nina
- Amanda Wass - Arijana
- Rachel Waring - Emilia
- Katie Allen - Tatjana
- Gina Abolins - Jasmina
- Sean Cronin - Branimar

## Wetenswaardigheden
- Voor hoofdrolspeelster Day (Angel) was haar rol in The Seasoning House haar debuut in een bioscoopfilm. Daarvoor speelde ze al wel in televisieseries, een televisiefilm en een kortfilm.
- Hoewel de personages allemaal Servisch zijn, bestaat de cast volledig uit Britten.